# Moscharia
Moscharia là một chi thực vật có hoa trong họ Cúc (Asteraceae).

## Loài
Chi Moscharia gồm các loài: